# Оль, Якоб
Якоб Оль (в старых источниках Ааль, норв. Jacob Aall; 27 июля 1773, Порсгрунн, — 4 августа 1844, Тведестранн) — норвежский государственный деятель, историк и писатель, брат Йёргена Оля.

## Биография
В 1791—1795 годах изучал в Копенгагене сперва богословие, а затем естественные науки. В 1799 году стал владельцем железного рудника Нэс около Арендаля. В 1814 году был в числе представителей, принявших в Эйдсвольде норвежскую конституцию. В 1816—1830 годах представлял в стортинге округ Неденэс.
Для изучения истории возникновения норвежской конституции и событий, ей предшествовавших, имеет значение его «Erindringer som Bidrag til Norges Historia fra 1800 til 1815» (3 части, Христиания, 1844—45; 2 изд. Ланге, 1858—59). Труд содержит в себе важный материал для истории Норвегии.
Кроме того, им был сделан перевод «Круга земного» Снорри Стурлусона (2 ч., Христиания, 1838—39).
Один из участников в составлении норвежской конституции.
В 1833—1836 годах издавал политико-экономическую газету «Nu tid og Fortid».